# Paracordyloporus demangei
Paracordyloporus demangei är en mångfotingart som beskrevs av Jean-Paul Mauriès 1967. Paracordyloporus demangei ingår i släktet Paracordyloporus och familjen Chelodesmidae. Inga underarter finns listade i Catalogue of Life.